# Rufus Taylor

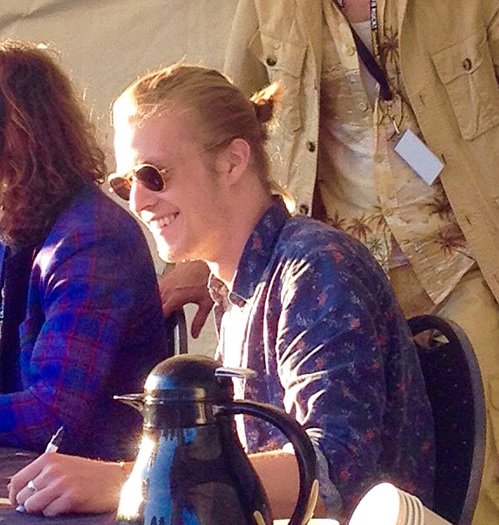
Taylor, etwa 2015

Rufus Tiger Taylor (* 8. März 1991 in London) ist ein britischer Schlagzeuger und spielt seit 2015 bei The Darkness sowie live für Queen + Adam Lambert. Er ist einer der Söhne Roger Taylors.

## Leben
Mit sechzehn Jahren beschloss Taylor, die Schule abzubrechen und sich ganz auf die Musik zu fokussieren. Im November 2010 trat er mit seinem Vater, Brian May und Midge Ure bei der Prince’s Trust Rock Gala auf. Später spielte er für das Musical We Will Rock You.